# Argumento a silentio
El argumento a silentio, argumentum a silentio, argumentum ex silentio o argumento desde el silencio es una falacia en la que se extrae una conclusión basada en el silencio o ausencia de evidencia. En el campo de los estudios clásicos, este término hace referencia a la conclusión de que un autor ignoraba un determinado asunto debido a la falta de referencias al mismo en sus escritos. Cuando se usa como modo de pruebas y de razonamiento puro está clasificado entre las falacias, a pesar de lo cual puede ser válido y convincente cuando se trata de un razonamiento abductivo. 
Esto no quiera decir que el razonamiento abductivo sea falaz, tampoco se pretende negar el razonamiento del método inductivo, ya que sin esta no existiría la síntesis de las conclusiones en la eliminación del razonamiento social por ser subjetivas y no tangibles. Por esto en este ejemplo por lo antedicho, no la hace necesariamente falaz, ya por la ausencia de evidencia tangibles, «de a ser así, ya sería todo una falacia a la plática», fuera del mundo de los supuestos. Esto amenos de un hecho falaz, después que estas propuestas sean tomadas como pruebas dogmáticas verdaderas o falsas hacia el interlocutor en un tipo de falacia de la prueba anecdótica y la falacia argumento ad consequentiam. 
Según la Real Academia Española se refiere a dogmatismo; a inflexible, que mantiene sus opiniones como verdades inconcusas, por esto que sea una falacia a silentio. Se hablaría más bien fuera de una hipótesis de los supuestos, fuera de dichos no aclarados en suspensión de una propuesta hipotética no verificada en la ambigüedad verdad y falso. La razón de esto de que diríamos que sean tomados por hechos o como un comprobado a algo no verificado siendo esto la falacia, no asumiendo un supuesto a las conclusiones que se nos presenta basándonos en especulaciones válidas para sostener una hipótesis. También dependería de como se presente la conclusión, después que siga los esquemas de una hipótesis, de no ser así sería una falacia hipotética.

## Ejemplos

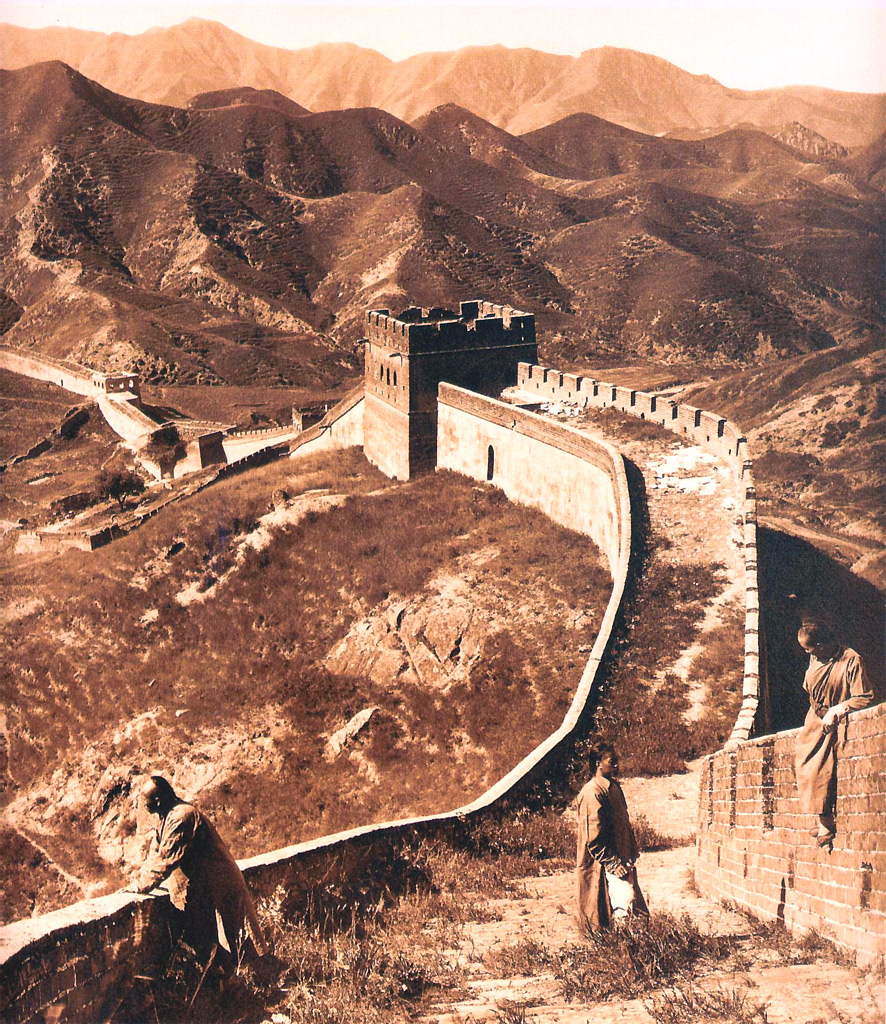
En Los viajes de Marco Polo no se habla de la Gran Muralla China, pero inferir de ahí que la muralla no existía en su época sería un error.

El siguiente sería un ejemplo simple de un razonamiento falaz a silentio:
A: ¿Sabes dónde vive María?
B: Sí, lo sé.
A: ¿Dónde vive?
B: No pienso decírtelo.
Entonces A podría llegar a la conclusión de que B no sabe realmente dónde vive María, pero dicha conclusión no tiene por qué estar justificada; quizá B simplemente no quiere decírselo o lo considera un dato confidencial.
Sin embargo, considera este otro ejemplo:
A: ¿Sabes algo de francés?
B: Desde luego, lo hablo como un nativo.
A: Estupendo, porque necesito saber cómo se dice feliz cumpleaños en francés.
B: Lo siento, ahora no tengo tiempo. A lo mejor mañana. Adiós.
Pero más adelante B se sigue negando a proporcionarle a A la traducción, ya sea no haciéndole caso o dándole excusas. A entonces llega a la conclusión, por argumento a silentio, de que en realidad B no sabe francés o no lo habla bien; en otras palabras, A concluye que la ignorancia de B es la explicación más probable para su silencio. El uso del argumento desde el silencio en esta situación es razonable, dadas las alternativas (que B no quiera darle la traducción o tenga miedo de hacerlo) que no parecen razonables a simple vista.
Otro ejemplo en un contexto diferente podría ser:
A: ¿Sabes la contraseña del correo electrónico de tu mujer?
B: Sí, la sé.
A: ¿Y cuál es?
B: No es asunto tuyo.
Cuando A sigue preguntando por la contraseña, B no le hace absolutamente ningún caso. Así que, usando el argumento desde el silencio, A llega a la conclusión de que B no conoce realmente la contraseña de su mujer. Sin embargo, este argumento desde el silencio no es razonable, ya que una contraseña es un mecanismo de seguridad que no debe ser compartido con otra persona simplemente porque lo pregunte. Es razonable asumir, por ende, que B conoce la contraseña, pero no la quiere compartir por motivos de seguridad.
Este razonamiento es usado varias veces para «probar» que la tierra es plana. Uno de los más recurrentes es alegar que no se sabe exactamente cómo Eratóstenes midió la distancia entre Alejandría y Siena, y cómo midió las sombras en los dos lugares un mismo día a una misma hora. Este razonamiento tiene esta estructura:
A: Eratóstenes vio que un palo vertical no proyecta sombra en Siena el 21 de junio a las 12:00, mientras que en Alejandría el mismo día a la misma hora sí proyecta sombra, lo que indica que hay una curvatura que inclina Alejandría respecto de Siena.
B: ¿Tú sabes cómo Eratóstenes midió al mismo tiempo la sombra en Alejandría y Siena en esa época?
A: No lo sé.
B: Como no lo sabes, es falso y, por tanto, la Tierra es plana.
Que A no se sepa cómo Eratóstenes logró medir las sombras de dos palos verticales en dos lugares distintos en un mismo día a una hora determinada no refuta el hecho de que en 21 de junio a las 12:00 un palo vertical en Siena no produce sombra, mientras que en Alejandría sí.
Otros ejemplos incluyen.
- Si mi amigo fuera un delincuente, constaría en algún registro policial. No consta en ningún registro policial. Por lo tanto no es delincuente.

Se apela al hecho de que no existen datos para afirmar que no es un delincuente, por lo que impone categóricamente una conclusión falsa. (Su amigo puede ser delincuente pero no estar registrado).
Este tipo de falacia puede convertirse en una falacia ad ignorantiam si se impone abusivamente la conclusión apelando a que no se puede demostrar lo contrario. Por ejemplo:
- Si él perteneciese a la secta, habría indicios. No hay ningún indicio. Luego, no pertenece a la secta mientras no se demuestre lo contrario.

Obviamente, puede pertenecer a la secta y no haber indicios; no por ello se convierte la conclusión en cierta. Así, está apelando a la ignorancia del interlocutor y, además, le traslada la carga de la prueba.

## En terreno jurídico
En relación con esta falacia, es necesario hacer referencia a la doctrina jurídico-procesal llamada «de los actos propios», por la cual, en una de sus aplicaciones más frecuentes, si una de las partes en un proceso no alega cierto hecho, dato, prueba o argumento, se presumirá que carece del mismo. Por tanto, aunque lógicamente el argumento a silentio o ex silentio es una falacia, porque el silencio de un interlocutor no puede tomarse como prueba de certidumbre de lo dicho por un interlocutor contrario, en el terreno de la pura retórica puede ser un indicio de falta de argumentos o de falta de capacidad para contrarrestar dialécticamente los argumentos expuestos por la adversa. Esta presunción se realiza en el terreno jurídico por ser este marcado por leyes que están hechas para que la mayoría pueda quedar satisfecha. Y esto es así porque la mayoría posee el prejuicio de que el silencio de un interlocutor implica la falta de argumentos o un motivo particular para tenerlo y también porque el que rompe el estado de normalidad tiene la obligación de probar con argumentos las acusaciones. Véase Falacia de eludir la carga de la prueba. Por supuesto, este razonamiento también constituiría, a su vez, en una falacia ad populum, porque el hecho de que la mayoría crea que es válido este prejuicio, no lo hace válido.